# 2013年布卡武Mi-8墜毀事件
2013年布卡武Mi-8墜毀事件是指在2013年3月9日時，一架隸屬於聯合國剛果民主共和國穩定特派團的Mi-8直升機在剛果民主共和國布卡武附近墜毀，造成直升機上4名俄羅斯籍機組人員全數喪生。